# Estádio Kim Il-Sung
O Estádio Kim Il-sung ("Kim Il-sung Stadium" em inglês) é um estádio localizado em Pyongyang, capital da Coreia do Norte.
O originalmente chamado Estádio Girimri foi construído em 1926, e era então o endereço do clássico de futebol nacional nos anos 1920, 1930 e 1940. Depois passou também a abrigar discursos políticos, e foi o local do primeiro discurso do líder revolucionário do país, Kim Il-sung, depois de retornar do seu exílio, em outubro de 1945. Após o estádio original ter sido completamente destruído pelos bombardeios dos EUA durante a Guerra da Coreia,  nos anos 1950, teve que ser totalmente reconstruído, e foi reinaugurado em 1969 sob o nome de Moranbong Stadium, sendo parte do enorme complexo do parque Moranbong. Em 1982, após uma grande reforma, foi renomeado em homenagem a Kim Il-sung.
A capacidade atual do estádio é de 50.000 pessoas, substituindo a capacidade anterior de 70.000 (após nova reforma em 2016 para colocação de cadeiras nas arquibancadas). Diz-se já ter recebido mais de 100.000 pessoas. É utilizado atualmente para partidas da Seleção Norte-Coreana de Futebol, sendo também a casa do clube de futebol mais popular do país, o Pyongyang City Sports Club, além de marcar o início e o término da maratona anual de Pyongyang. Até a abertura do gigantesco Estádio Primeiro de Maio Rungrado, em 1989, foi também a sede do Festival Arirang, conhecido como Mass Games.
Em 2008, durante as eliminatórias asiáticas para a Copa do Mundo de 2010, uma partidas entre as seleções das Coreias do Norte e do Sul - originalmente programada para o estádio Kim Il-sung - teve que ser remanejada pela FIFA para o Estádio Hongkou em Xangai, na China, após a recusa da Coreia do Norte em erguer a bandeira da Coreia do Sul e a tocar o hino nacional do país vizinho, visto que as duas nações permanecem em estado de guerra e não se reconhecem diplomaticamente.
No ano seguinte, como parte da preparação da seleção da Coreia do Norte para a disputa da Copa do Mundo de 2010 (que disputava após 44 anos ausente), foi organizada uma partida amistosa no estádio da seleção norte-coreana contra o Clube Atlético Sorocaba, time que então disputava o Campeonato Paulista de Futebol - Série A2. O amistoso foi inicialmente proposto pelo Reverendo Moon, religioso nascido na Coreia do Norte e então patrono do clube brasileiro. O estádio abrigou 80.000 espectadores no jogo, além de 30.000 pessoas que acompanharam do lado de fora por um telão. O amistoso terminou em 0x0. Como o uniforme reserva usado pelo time paulista era amarelo (e no placas do estádio a sigla utilizada para o Atlético Sorocaba era "BRA"), muitos norte-coreanos confundiram o time com a Seleção Brasileira de Futebol, o que levantou suspeiras de ter sido um ato premeditado pelo governo local. Coincidentemente (já que o amistoso ocorreu antes do sorteio dos grupos da Copa de 2010) a Seleção Brasileira real encontrou a Seleção Norte-Coreana em sua estreia no torneio, vencendo o jogo por 2x1.